# 河合純二
河合 純二（かわい じゅんじ、1948年12月4日 - ）は、日本の実業家、馬主。
埼玉県草加市に本社を置く、不動産業・総合建設業を手がけるリベレステ株式会社の元代表取締役社長。

## 経歴
1948年、千葉県出身。父が3歳の頃に交通事故のために亡くなったため、小学生時代から新聞配達などをして家計を支えるという生活を送る。中学卒業後は建設現場でのアルバイトを経て、高校を中退し型枠大工職人の道へ進んだ。1970年9月に独立し「河合組」を創業、その後1979年6月に「有限会社河合工務店」を越谷市に設立した。1983年に河合工務店を株式会社に組織変更したのち、1999年10月には社名を現在の「リベレステ」に改めた。
2023年4月18日、同年6月1日付けで社長を退任し、相談役に異動すると発表。
2023年5月25日、融資の条件として不動産を購入させ、売買代金名目で法定利息を超える金利を受領したとして、警視庁生活安全課によって出資の受入れ、預り金及び金利等の取締りに関する法律（出資法）違反容疑で他2名と共に25日までに逮捕されたことが時事通信などで報じられた。警視庁によると2012年～2020年にかけて同様の手口で30社に貸し付け、合法の取引を装って法定利息以上の金利を受領したとみて調べるとしており、法人としてのリベレステも両罰規定を適用し同法違反で書類送検する。6月29日、貸付先の東京都内の不動産会社など2社から受け取った違法な利息金約3487万円について、正当な不動産の販売代金かのように仮装したとして、組織的な犯罪の処罰及び犯罪収益の規制等に関する法律（組織犯罪処罰法）違反（犯罪収益の仮装）容疑で他2名と共に追送致された。7月10日、リベレステは7月5日に法人が出資法違反などの罪で起訴されたことを明らかにした。

## 馬主活動

河合の勝負服を着用した石川裕紀人（右）と純二の息子の裕明（左）

日本中央競馬会（JRA）および地方競馬全国協会（NAR）に登録する馬主としても知られる。勝負服の柄は水色，赤三本輪，白袖赤一本輪、冠名には「ジュン」を用いる。獣医師でキャロットファーム代表の秋田博章の紹介により、友道康夫との繋がりが深い。また息子の河合裕明も馬主で、勝負服の柄は水色、赤三本輪、白袖赤二本輪を用いる。
競馬は20歳の頃から見ていたといい、1970年の天皇賞（秋）では1番人気のアカネテンリュウの枠連に100万円を賭けていたが、同レースでアカネテンリュウは3着に敗れ、「すべてを賭けるような買い方をしてはいけない」と感じたと明かしている。
リベレステは、チバテレビなどで放送されていた中央競馬ワイド中継、現在放送中の金曜競馬CLUBのスポンサーを、自身が逮捕されるまで務めた。

### 来歴
- 2014年 - 馬主資格取得[1]。
- 2022年 - ジュンライトボルトがシリウスステークスを制し、重賞初制覇。さらに同馬はチャンピオンズカップを制し、GI競走初制覇[8]。なおチャンピオンズカップの施行日は、河合の誕生日当日であった[8]。

## 主な所有馬

### GI競走優勝馬
- ジュンライトボルト（2022年シリウスステークス、チャンピオンズカップ）

### 重賞競走優勝馬
- リバーラ（荒井泰樹名義の共有馬[1]。2022年ファンタジーステークス）
- ジュンブロッサム（2024年富士ステークス）[9]

### その他の所有馬
- ジュンツバサ（2015年セントライト記念3着、種牡馬）
- ジュンブルースカイ（2020年東京スポーツ杯2歳ステークス3着）